# 함양 정여창 묘역
함양 정여창 묘역(咸陽 鄭汝昌 墓域)은 대한민국 경상남도 함양군 수동면 우명리에 있는, 일두(一蠹) 정여창(鄭汝昌, 1450-1504)의 무덤이다.
2008년 2월 5일 경상남도의 기념물 제268호 일두 정여창 묘역으로 지정되었다가, 2018년 12월 20일 현재의 명칭으로 변경되었다.

## 개요
一蠹 鄭汝昌(1450-1504)은 조선 성리학사상 한훤당 김굉필과 함께 포은 정몽주의 학통을 계승하여, 정암 조광조·회재 이언적·퇴계 이황·남명 조식 등과 같은 성리학자들의 배출을 가능케 한 인물이다.
그의 묘소는 1504년 서거 직후에 일어난 갑자사화로 인해 부관참시라는 처참한 역사적 현실을 겪었던 곳이다.
묘역 내에는 일두 정여창의 묘와 정경부인 완산이씨의 묘가 자리잡고 있으며 정여창 묘 앞에 선 신도비는 병자호란 때 남한산성에서 인조가 청나라에 항복하려 하자 자결을 시도하여 청사에 이름이 길이 빛나는 桐溪 鄭蘊(1569-1641)이 지은 것이다. 동계 정온 또한 이웃 고을 출신으로 일두 정여창을 사숙하였던 인물이다.
이 비석의 頭篆은 ｢贈右議政文獻公一蠹鄭先生神道碑銘｣이라 되어 있으며, 碑額題는 ｢有明朝鮮國贈大匡輔國崇祿大夫議政府右議政兼領經筵監春秋館事諡文獻公一蠹鄭先生神道碑銘幷序｣로 되어 있다. 두전 및 비문 전체의 글씨를 쓴 사람은 이조판서를 거쳐 判敦寧府事에 이른 西谷 李正英(1616-1686)이다.
이 비석이 세워진 것은 숭정 기원후 기사(서기 1689년) 3월이며, 각자를 한 사람은 鄭元夫와 僧 三悅이라고 새겨져 있다.
이와 같이 일두 정여창은 朝鮮朝 五賢의 일인으로서 조선왕조 이후 세인의 존경을 받아왔고, 그의 실천을 중시하는 학문 자세는 길이 후세인에게 훌륭한 모범이 되고 있어 그의 묘소는 인물 면으로도 그 가치가 있다. 또한 일두 정여창과 부인 정경부인 완산이씨 묘소는 조선 전기 사대부의 무덤양식을 잘 나타내주고 있으며 묘역 내 석물들도 우수한 작품으로 그 가치가 더욱 높게 평가된다.

## 같이 보기
- 정여창

## 참고 문헌
- 함양 정여창 묘역 - 국가유산청 국가유산포털